# Jaame Masjid (Blackburn)
Jaame Masjid, ook bekend als het Jaame Masjid Islamic Cultural Centre, is een moskee in Blackburn in het noordwesten van Engeland. Het is in 1962 ontstaan vanuit een woonhuis, bestaande uit twee rijtjeshuizen, en is sindsdien meerdere malen uitgebreid. Het werd de eerste moskee in de regio Lancashire, erkend als de officiële centrale moskee van Blackburn.